# Избори за Скупштину Северне Ирске 2022.
Избори за Скупштину Северне Ирске су се одржали 5. маја 2022. године. Изабрано је 90 чланова Скупштине Северне Ирске, и били су седми парламентарни избори од успостављања скупштине 1998 године.
Избори су се одржали три месеца након што је извршна власт Северне Ирске пала због оставке првог министра Пола Гивана (ДУП), у знак протеста против Севернориског протокола. Шин Фејн је постала највећа странка, што је први пут да републиканска странка освоји највише гласова у Северној Ирској, и тиме имаће права да номинује првог министра Северне Ирске. Алијанса је такође остварила велике успехе, претекавши Алстерску унионистичка партију и Социјалдемократску и лабуристичку партију.

## Позадина

### Изборни догађаји
У мају 2013, државнa секретарka за Северну Ирску Тереза Вилијес je најавила да ће следећи избори за Скупштину бити одложени за мај 2016. и да ће се одржавати у фиксним интервалима од пет година након тога. Одељак 7. Закона о Северној Ирској (разне одредбе) из 2014. прецизира да ће избори бити одржани првог четвртка у мају пете календарске године након оне у којој је изабран њен претходник, а то би било 5. маја 2022. Међутим, постоји неколико околности у којима се Скупштина може распустити пре датума предвиђеног на основу члана 31(1) Закона о Северној Ирској из 1998. године.
У јуну 2016. Велика Британија је гласала за излазак из Европске уније, иако је Северна Ирска гласала за останак. Процес повлачења је имао посебну неизвесност за Северну Ирску због потенцијала за царину на граници Уједињеног Краљевства и Републике Ирске. У међувремену, одржани су превремени избори за скупштину Северне Ирске у марту 2017. Након избора, Шин Фејн је изјавио да се неће вратити на споразум о подели власти са Демократском унионистичком партијом без значајних промена у приступу странке, укључујући да Арлин Фостер не постане први министар све док истрага о скандалу о подстицању обновљивих извора топлоте није завршена. Током наредних неколико година, рок за формирање извршне власти је више пута продужен пошто су преговори настављени без успеха.
Премијерка Тереза Меј је 18. априла 2017. године позвала на опште изборе који су били одржани 8. јуна 2017. Конзервативна партија је изгубила парламентарну већину и тражила је споразум о поверењу и снабдевању са ДУП-ом како би остала у влади. ДУП и Конзервативци постигли су договор 26. јуна.
У 2019. Велика Британија је искусила значајне политичке турбуленције око питања како наставити са Брегзитом. На изборима за Европски парламент у мају 2019. Алијанса је заузела треће место у Европском парламенту од Алстерске унионистичке партије (УУП). Подршка ДУП-а Конзервативној влади прекинута је због неслагања око владиних планова за Брегзит. Конзервативна влада је тражила нове изборе, одржане у децембру 2019, на којима је победила великом већином. У Северној Ирској су по први пут традиционалне ирске националистичке странке освојиле више места од традиционалних унионистичких партија. СДЛП и Алијанса су се вратили у Доњи дом, док су ДУП и Шин Фејн забележили пад удела гласова за више од 5%.
Извршна власт ДУП/Шин Фејн је поново успостављена 10. јануара 2020, што је спречило хитне нове изборе. До краја фебруара 2020. потврђено је да се пандемија ковида 19 проширила на Северну Ирску.
Влада Уједињеног Краљевства је 15. јануара 2022. оптужена да се мешала у изборе поновним увођењем двојних мандата, који су укинути 2016. То би омогућило посланицима попут Доналдсона да имају места у Стормонту као иу Вестминстеру, али су планови повучени четири дана касније.

### Промене вођства
Арлин Фостер је 28. априла 2021. најавила да ће поднети оставку на место лидера ДУП-а 28. маја и првог министра у јуну 2021. након што су више посланика ДУП-а потписали писмо у којем се не верује њеном руководству. Едвин Путс је тесно победио на изборима за руководство ДУП-а у мају 2021, али је најавио оставку 21 дан касније. Другопласирани на изборима, Џефри Доналдсон, није имао противљење на изборима за руководство ДУП-а у јуну 2021. и без других кандидата странка је одлучила да не одржи гласање. Доналдсон је ратификован као лидер странке 30. јуна 2021. У међувремену, након што је Путс изабрао да не замени Фостерову на месту првог министра, Пол Гиван је преузео функцију 17. јуна 2021.
Стив Ејкен је објавио своју оставку на место лидера УУП-а 8. маја 2021, а Даг Бити је преузео ту функцију девет дана касније.

## Кампања
Шин Фејнова кампања избегавала је разговор о Уједињеној Ирској, а The Irish Time је известио да иако је била на дневном реду, фокус је био на "питањима хлеба и путера". Шин Фејн је затражио исплату од 230 фунти како би помогао људима око трошкова живота. Полицији је пријављена претња уништавањем билборда Шин Фејн.
Кампања Демократске унионистичке партије фокусирала се на њихово противљење Шин Фејну. Традиционални унионистички глас је рекао да је супротстављање протоколу о Северној Ирској главни приоритет. Од ДУП-а су добили више пребегова. Зелена странка је обећала успостављање закона о правима, независну агенцију за заштиту животне средине и контролу закупнине. Кампања Социјалдемократске и Лабуристичке партије је наводно била тешка. Кандидаткињу Елси Трејнор напали су млади у Белфасту. Лидер Колум Иствуд позвао је на тактичко гласање.
Алстерска унионистичка партија водила је кампању против Уједињене Ирске, а Даг Бити је рекао да се то неће десити за живота његовог или његове деце. Алијанса је обећала да ће изградити Кејсмент парк и да ће водити кампању у изборним јединицама западно од реке Бан, где никада нису освојиле ниједно место. Аонту је водио кампању на платформи против абортуса. Дана 13. априла објављено је да је полицијска служба Северне Ирске обавештена о инцидентима са политичким плакатима. Манифесто Народа пре профита објављен је 22. априла. У њему су обећали 1000 фунти за помоћ око трошкова живота. Дана 30. априла, кандидаткињу НПП-а Хану Кени напала су тројица мушкараца у источном Белфасту.
Телевизијске дебате између страначких лидера одржане су 1. и 3. маја.

## Резултати
| Странка                  | Предводилац        | Мандати | Мандати  | Мандати          | Први преференцијални гласови | Први преференцијални гласови | Први преференцијални гласови |
| Странка                  | Предводилац        | Кандати | Освојени | Разлика од 2017. | Број                         | Укупан број                  | Разлика од 2017.             |
| ------------------------ | ------------------ | ------- | -------- | ---------------- | ---------------------------- | ---------------------------- | ---------------------------- |
| Шин Фејн                 | Мишел О'Нил        | 34      | 27       | Стагнација       | 250,388                      | 29,0%                        | 1,1%                         |
| ДУП                      | Џефри Доналдсон    | 30      | 25       | 3                | 184,002                      | 21,3%                        | 6,7%                         |
| Алијанса                 | Наоми Лонг         | 24      | 17       | 9                | 116,681                      | 13,5%                        | 4,5%                         |
| АУП                      | Даг Бити           | 27      | 9        | 1                | 96,390                       | 11,2%                        | 1,7%                         |
| СДЛП                     | Колум Иствуд       | 22      | 8        | 4                | 78,237                       | 9,1%                         | 2,9%                         |
| ТУВ                      | Џим Алистер        | 19      | 1        | Стагнација       | 65,788                       | 7,6%                         | 5,1%                         |
| Зелени                   | Клер Бејли         | 18      | 0        | 2                | 16,433                       | 1,9%                         | 0,4%                         |
| Аонту                    | Пејдар Тојбин      | 12      | 0        | Нова             | 12,777                       | 1,5%                         | Нова                         |
| Народ пре профита        | Еимен Макен        | 12      | 1        | Стагнација       | 9,798                        | 1,1%                         | 0,6%                         |
| ПУП                      | Били Хачинсон      | 3       | 0        | Стагнација       | 2,665                        | 0,3%                         | 0,4%                         |
| ИРСП                     | Колективно вођство | 2       | 0        | Нова             | 1,869                        | 0,2%                         | Нова                         |
| Радника партија          | Оспорено           | 6       | 0        | Стагнација       | 839                          | 0,1%                         | 0,1%                         |
| Лабуристичка алтернатива | Овен Макрекен      | 1       | 0        | Стагнација       | 602                          | 0,0%                         | 0,3%                         |
| Социјалистичка партија   | Колективно вођство | 2       | 0        | Нова             | 524                          | 0,0%                         | Нова                         |
| Конзервативна странка    | Метју Робинсон     | 1       | 0        | Стагнација       | 254                          | 0,0%                         | 0,3%                         |
| Наслеђе                  | Дејвид Куртен      | 1       | 0        | Нова             | 128                          | 0,0%                         | Нова                         |
| Странка повраћаја        |                    | 1       | 0        | Нова             | 13                           | 0,0%                         | Нова                         |
| Независни                |                    | 24      | 2        | 1                | 25,315                       | 2,9%                         | 1,1%                         |
| Укупно                   | Укупно             | 239     | 90       |                  | 837,388                      | 100,0%                       |                              |